# Cavalry

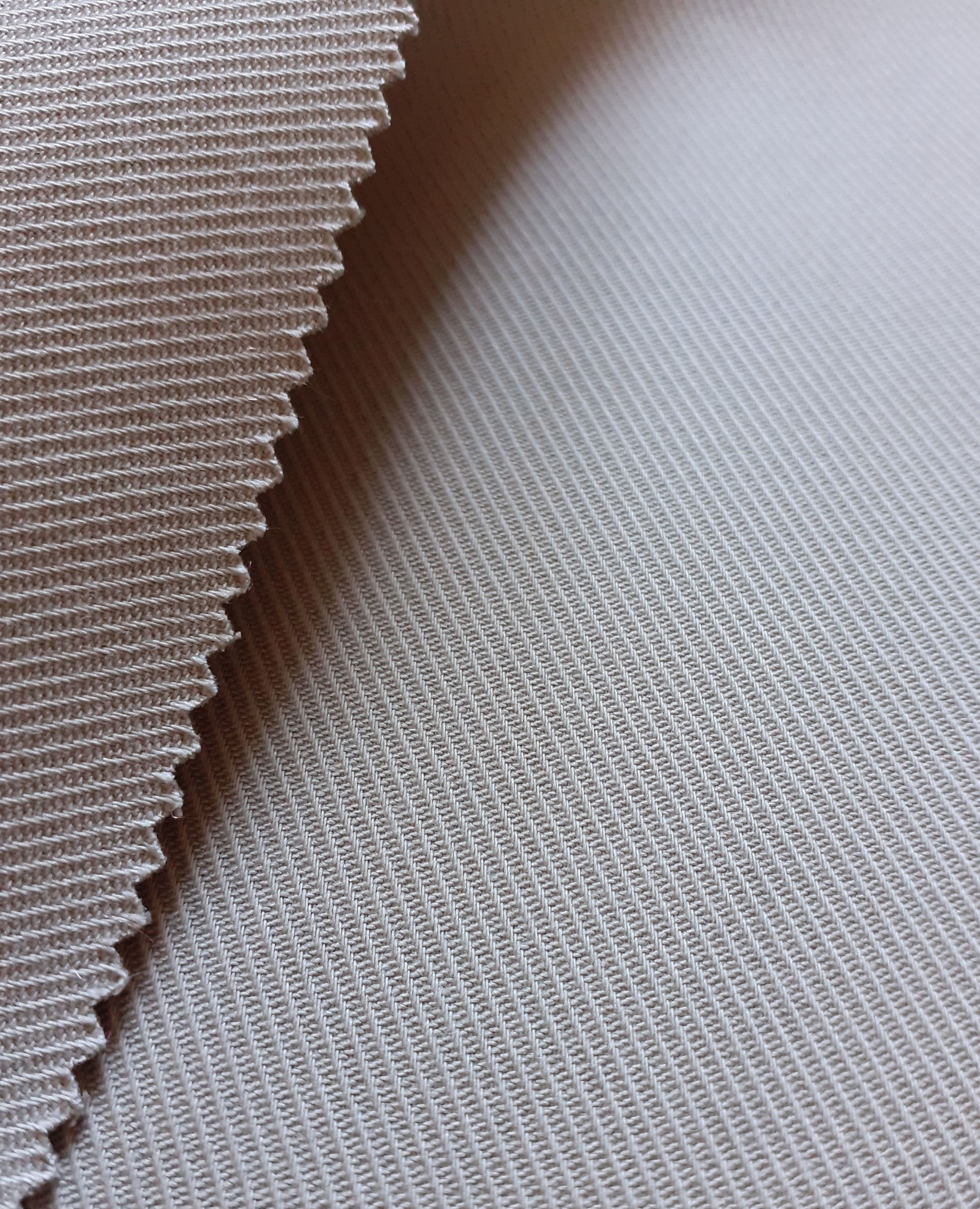
Il tessuto cavalry

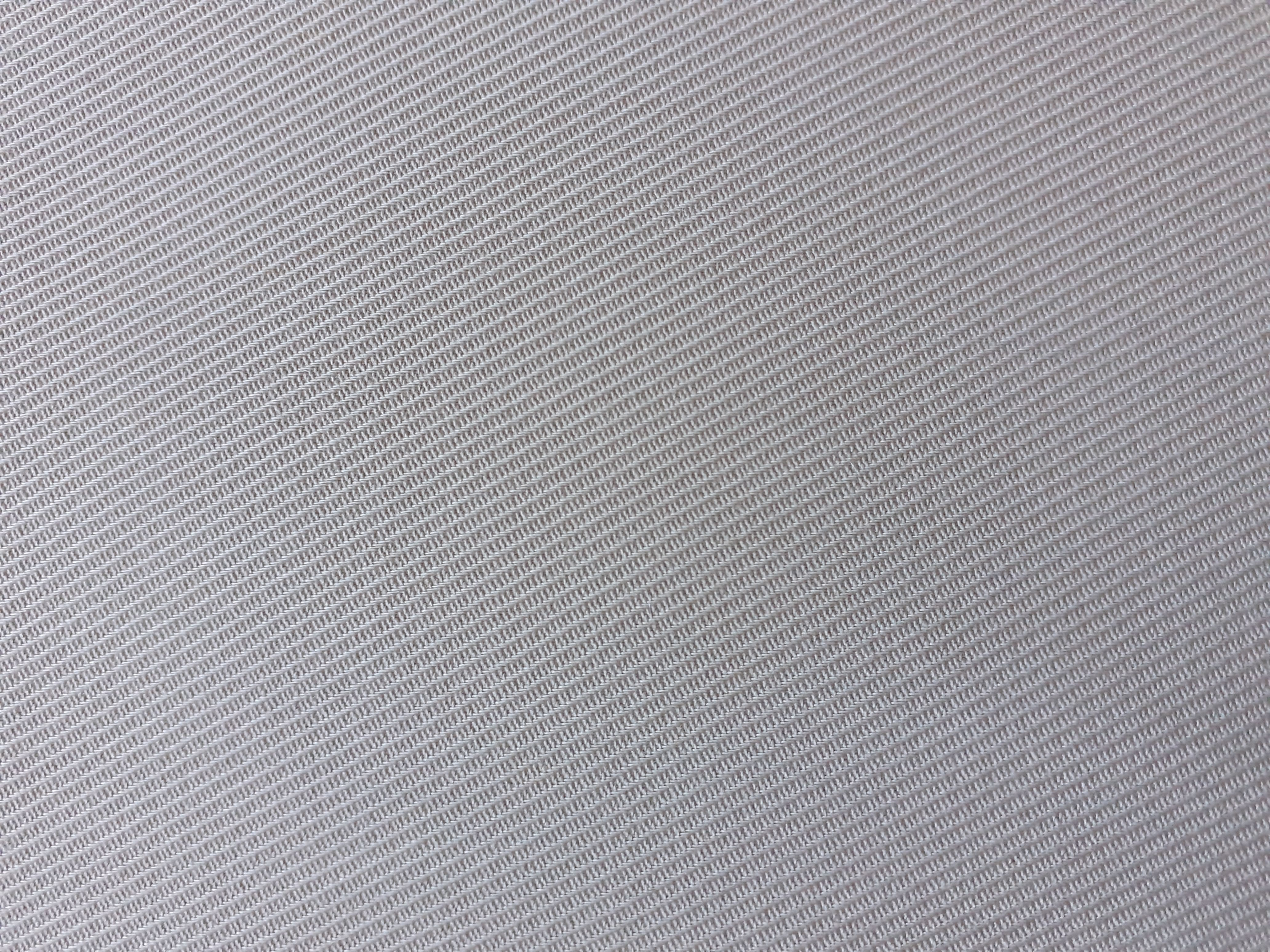
Dettaglio diagonale del tessuto

Il cavalry, detto anche cavalry twill, è un tessuto robusto e rigido che impiega filati di cotone pettinato, ma può anche essere realizzato con una composizione mista in lino-cotone, cotone-poliestere o in lana.
Il termine cavalry (in inglese "cavalleria") è legato all'uso di questo tessuto nell'ambito dell'equitazione, mentre il termine twill si riferisce all'armatura che prevede un intreccio a levantina (diagonale) o una saia 2/1 o 3/1, con effetto a costine.
Se ne può trovare una variante che presenta coste più pronunciate ed è chiamata "tricotine", poiché imita l'aspetto in diagonale della maglia.

## Utilizzi
Il cavalry è un tessuto medio-pesante comunemente usato per capi sportivi quali giacche e pantaloni, e in particolare  per la riding jacket e l'abbigliamento da equitazione. Grazie alla sua resistenza e buona elasticità, è spesso impiegato per realizzare i pantaloni dei completi da uomo, magari con una composizione del 97% cotone e del 3% spandex.
Questo tessuto ricorda anche le divise da lavoro degli autisti e dei fattorini e si adatta a capi sottoposti a forte usura, come le divise militari.
Esistono diverse varianti di peso disponibili, tra cui quella più resistente che viene utilizzata per i capi casual come il British warm, che può arrivare fino a 400/500 g/m2.
Le colorazioni più frequenti spaziano tra le tonalità del ghiaccio, guscio d'uovo, beige sabbia, cachi, marrone chiaro o bruciato, i verdi bosco o i blu navy.